# Autorretrato dedicado a Paul Gauguin (Van Gogh)
O Autorretrato dedicado a Paul Gauguin é uma pintura criada pelo pintor holandês Vincent van Gogh, em 1888, em Arles, em Bouches-du-Rhône, França. Este óleo sobre tela é um autorretrato em que o artista se representa em busto sobre fundo verde (composto principalmente por uma mistura de branco zinco e verde Paris). Dedicada ao colega Paul Gauguin por uma inscrição próxima à borda superior da composição, a obra está guardada desde 1951 no Fogg Art Museum, em Cambridge, Massachusetts, Estados Unidos.

## História

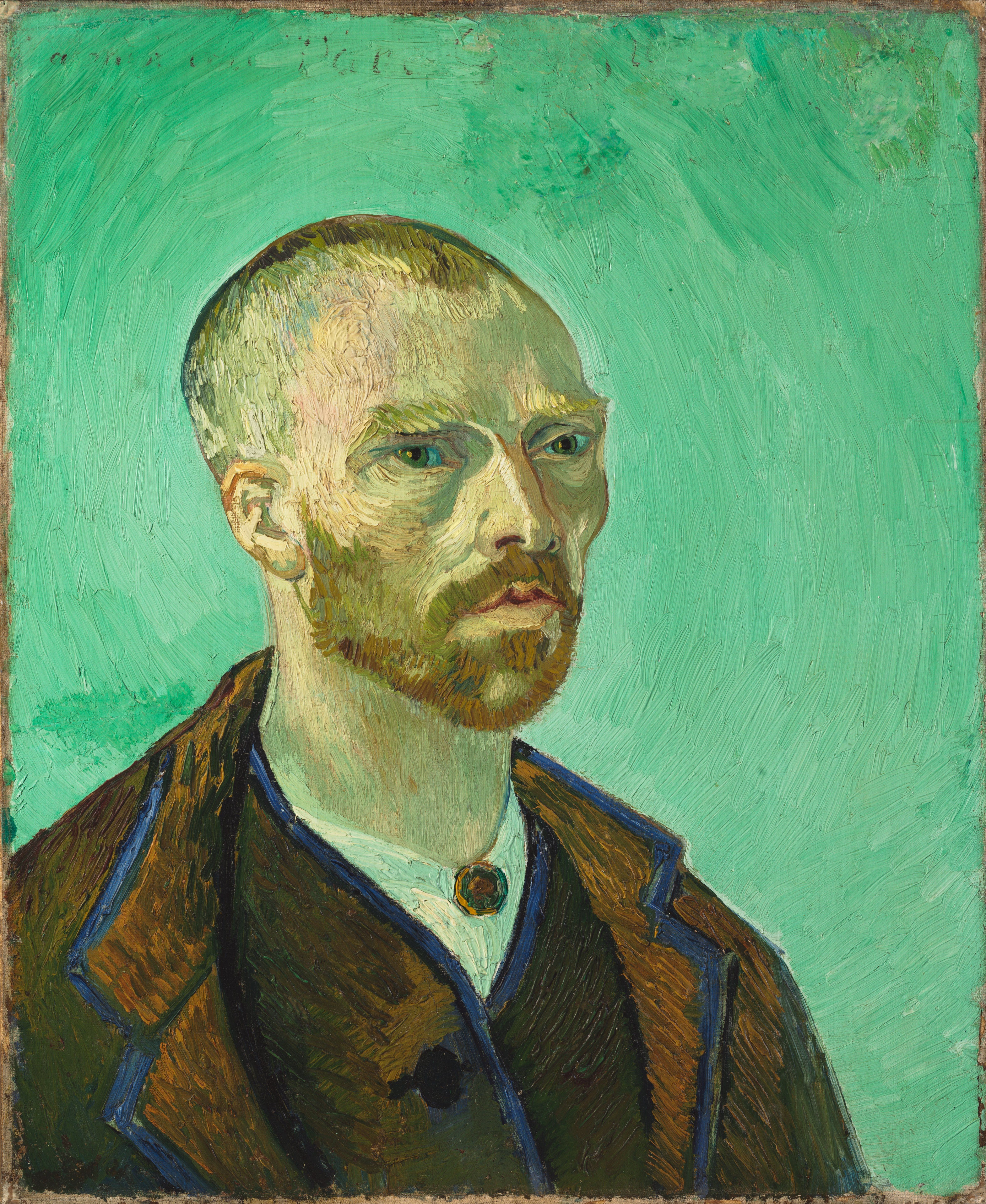
Vincent van Gogh, Autorretrato dedicado a Paul Gauguin (1888)

No início de 1888, Van Gogh mudou-se para Arles, no sul da França, onde esperava estabelecer uma colônia de arte. Acreditando que a pintura poderia ser reinventada através do gênero do retrato, ele incentivou seus colegas artistas a se pintarem e depois a trocarem as telas. Depois de receber autorretratos de Emile Bernard e Gauguin, que na época trabalhavam juntos na Bretanha, Van Gogh inscreveu esta pintura “Para meu amigo Paul Gauguin” e a enviou para ele. Ele descreveu o processo de criação de sua imagem impressionante em diversas cartas a seu irmão Theo, um negociante de arte em Paris, explicando como ele manipulou suas feições em resposta às estampas japonesas, mudou os contornos de sua jaqueta para obter um efeito colorido e pintou o fundo “verde veronese pálido” sem sombras. Pouco depois de ter enviado a obra a Gauguin, no entanto, a amizade entre eles deteriorou-se e Gauguin vendeu-a por trezentos francos.